# 横川シネマ!!
横川シネマ!!（よこがわシネマ）は、広島県広島市西区にある映画館。

## 概要
元はポルノ映画専門館であったが、1999年11月27日にミニシアターとしてオープンした。基本コンセプトは「洋邦問わず、知名度には乏しくとも見どころの多いインディペンデント作品を中心に、レアな映画の愉しみを発掘する雑食性ミニシアター」。広島ステーションシネマ（1998年閉館）で行われていた自主上映レイトショーが前身となった。個性的なプログラムやゲストを招いて行われる上映イベントの他、ライブなども行われている。
2002年の映画『sugarless』（神酒大亮監督）では夜シーン（更に溝口徹支配人も本人役で出演）、2005年の映画『カスタムメイド10.30』（ANIKI監督）では主人公の住むマンション1階の映画館という設定で、横川シネマがスクリーンに登場した。
2013年の映画『トムソーヤーとハックルベリーフィンは死んだ』（平波亘監督）では主人公のアルバイト先として、外観・映写室・券売所・客席と館のほぼ全てが登場（更に溝口徹支配人も本人役で出演）した。
支配人の溝口徹は若かりし頃『ビートたけしのオールナイトニッポン』のハガキ職人だったことがあり、1985年出版の単行本『ビートたけしの幸か不幸か』掲載の“ハガキ職人東西番付け”では西十両となっていた。

## 沿革
- 1999年11月27日：ミニシアターとしてオープン
- 2014年7月7日：改装工事開始
- 2014年10月1日：リニューアルオープン